# Victoria Hamilton
Victoria Hamilton (Wimbledon, Londres, 5 de abril de 1971) es una actriz inglesa de teatro, cine y televisión. 

## Carrera
Después de estudiar en la Academia de Música y Arte Dramático de Londres, Hamilton comenzó su carrera en el teatro clásico, apareciendo en producciones con la Royal Shakespeare Company y el National Theatre. En 2002 apareció en la obra de teatro de Londres La más hermosa niña del mundo junto a Clive Owen y Eddie Izzard.
Hizo su debut en Broadway en 2003 cuando la producción se trasladó a Nueva York, donde obtuvo una nominación al Premio Tony. Ganó el Premio del Teatro del Círculo de la Crítica y el Premio del Teatro Evening Standard por su actuación en la obra de teatro Suddenly, Last Summer, realizada en 2004 en el Lyceum Theatre.
Hamilton a menudo ha trabajado en el género dramático. Durante la década de 1990, tuvo papeles secundarios en tres adaptaciones de Jane Austen: la serie de 1995 Orgullo y prejuicio, la película de 1995 Persuasión y la película de 1999 Mansfield Park.
La actriz obtuvo el papel de la reina Victoria en la producción de televisión de 2001 Victoria & Albert, interpretando a la monarca en sus primeros años. De 2008 a 2011, Hamilton fue miembro del elenco de la serie Lark Rise to Candleford de la BBC1. Desde 2016, interpreta a la Reina Isabel Bowes-Lyon en la serie dramática histórica de Netflix The Crown.

## Vida personal
Está casada con el director Mark Bazeley, tiene 2 hijos.